# Daswandh
Daswandh, Dasvandh ou Dasaundh (pendjabi : ਦਸਵੰਧ),  est un concept lié au sikhisme. Ce mot signifie littéralement : un dixième, et est le don pour tout sikh véritablement croyant d'un dixième de ses revenus au temple, au gurdwara, et ainsi indirectement aux plus démunis.
Guru Nanak le fondateur du sikhisme parlait du don dans ses écrits :
ਘਾਲਿ  ਖਾਇ  ਕਿਛੁ  ਹਥਹੁ  ਦੇਇ  ॥ 
ਨਾਨਕ  ਰਾਹੁ  ਪਛਾਣਹਿ  ਸੇਇ  ॥੧॥
traduit :
« Celui qui travaille pour manger, et qui donne de ce qu'il a
Celui-là connait la voie du Seigneur ».
Cependant ce don du croyant qui se rapproche du service désintéressé ou sewa a été surtout officialisé par Guru Amar Das. Il a servi à l'époque à construire l'ensemble religieux qui rassemble entre autres le Temple d'Or et sa piscine sacrée.
Aujourd'hui chaque sikh donne ce qu'il veut, selon son cœur et ses moyens. Le langar, la cantine commune de chaque temple, où tout un chacun peut se restaurer ainsi que des services annexes comme des écoles, fonctionne grâce à ce don de la foi, à ce don religieux.
Ce geste du don est à rapprocher du zakat des musulmans, et du don dans l'hindouisme qui veut que le croyant donne 1/21 de ses revenus aux prêtres et 1/31 aux dieux.